# Manfred McGeer
Pour les articles homonymes, voir McGeer.
Manfred McGeer (29 novembre 1893-22 janvier 1955) est un homme politique canadien de la Colombie-Britannique. Il est député provincial libéral de la circonscription britanno-colombienne de Mackenzie d'une élection partielle en 1940 à 1941.
McGeer meurt à Burnaby en 1955 à l'âge de 61 ans.